# H2O: فقط آب اضافه کنید
H2O: فقط آب اضافه کنید (به انگلیسی: H2O: Just Add Water) یک مجموعه تلویزیونی درام فانتزی استرالیایی مخصوص کودکان و نوجوانان است که از سال ۲۰۰۶ تا ۲۰۱۰ پخش شد.

## خلاصه داستان
محور اصلی فیلم حول سه دختر استرالیایی نوجوان ۱۶ ساله ریکی چادویک، اما گیلبرت و کلئو سرتوری می‌باشد که غیر از مشکلات روزمره نوجوانان یک پیچیدگی دیگر نیز به زندگی آن‌ها افزوده شده و آن‌ها در واقع، سه پری دریایی با قدرت خارج از آب هستند.

## بازیگران

### اصلی
- کریبا هین در نقش ریکی چادویک
- کلر هولت در نقش اما گیلبرت
- فیبی تانکین در نقش کلئو سرتوری
- انگوس مکلارن در نقش لویس مک کارتنی
- ایندیانا اوانز در نقش ایزابلا «بلا» هارتلی
- لوک میچل در نقش ویل بنجامین

### مکمل
- بورگس آبرنتی در نقش زین بنت
- بریتنی بایرنس در نقش شارلوت واتسفورد
- کریگ هورنر در نقش اَش داو
- ترین ممارنر در نقش سوفی بنجامین

## جوایز
| سال  | جوایز                                          | دسته‌بندی                                             | دریافت‌کننده                 | نتیجه    |
| ---- | ---------------------------------------------- | ---------------------------------------------------- | --------------------------- | -------- |
| ۲۰۰۷ | جوایز برگزیده کودکان استرالیایی شبکه نیکلودئون | بهترین نمایش تلویزیونی                               | اچ دو اوُ: فقط آب اضافه کنید | نامزدشده |
| ۲۰۰۷ | جایزه لوجی                                     | بهترین برنامه برجسته کودکان                          | اچ دو اوُ: فقط آب اضافه کنید | نامزدشده |
| ۲۰۰۸ | جوایز انستیتوی فیلم استرالیا                   | بهترین جلوه‌های تصویری                                | اچ دو اوُ: فقط آب اضافه کنید | برنده    |
| ۲۰۰۸ | جوایز انستیتوی فیلم استرالیا                   | بهترین سریال درام کودکان                             | اچ دو اوُ: فقط آب اضافه کنید | نامزدشده |
| ۲۰۰۸ | جوایز انستیتوی فیلم استرالیا                   | بهترین بازیگر زن نقش اصلی در درام تلویزیونی          | فیبی تانکین                 | نامزدشده |
| ۲۰۰۸ | جوایز انستیتوی فیلم استرالیا                   | بهترین بازیگر نقش مکمل زن یا مهمان در درام تلویزیونی | بریتنی بایرنس               | نامزدشده |
| ۲۰۰۸ | جایزه لوجی                                     | بهترین برنامه برجسته کودکان                          | اچ دو اوُ: فقط آب اضافه کنید | نامزدشده |
| ۲۰۰۸ | جوایز برگزیده کودکان استرالیایی شبکه نیکلودئون | بهترین نمایش درام                                    | اچ دو اوُ: فقط آب اضافه کنید | برنده    |
| ۲۰۰۹ | جوایز برگزیده کودکان استرالیایی شبکه نیکلودئون | بهترین نمایش درام                                    | اچ دو اوُ: فقط آب اضافه کنید | نامزدشده |
| ۲۰۰۹ | جایزهٔ لوجی                                     | جایزهٔ لوجی برای بهترین برنامهٔ کودکان                 | اچ دو اوُ: فقط آب اضافه کنید | برنده    |
| ۲۰۱۱ | اولین مراسم آکادمی فیلم و تلویزیون استرالیا    | جایزه اکتا برای بهترین سریال کودکان                  | اچ دو اوُ: فقط آب اضافه کنید | نامزدشده |